# Charles VIII của Pháp
Charles VIII I'Affable (1470 – 1498) là vua Pháp từ năm 1483 đến khi mất. Ông là con của Louis XI và là một thành viên nhà Valois. Chị của Charles, Anne cùng chồng là Piere de Bourrbon đã nắm quyền nhiếp chính do nhà vua còn trẻ (13 tuổi), ốm yếu và không thông minh. Khi thiếp lập được quyền hành chịu ảnh hưởng của triều đình, Charles nhượng lại vùng lãnh thổ nhằm theo đuổi mục tiêu về vương quốc Naples (thuộc Ý). Chiến dịch tốn kém của ông trong cuộc chiến Pháp-Ý năm 1494-1495 đã đưa ông lên ngôi vua của Naples, nhưng ông bị buộc phải chiến đấu ở Fornovo hòng trốn thoát, ông đã thua trong trận này trước liên minh của Venezia. Ngày 7 tháng 4 năm 1498, 2 năm sau khi rút khỏi Ý, Charles VIII chết ở Château d'Amboise, Pháp trong một tai nạn, trước khi ông định quay lại đánh Ý.
Ông kết hôn với Anne xứ Bretagne năm 1491 và có với bà 7 đứa con, tuy vậy không có đứa con nào sống sót tới tuổi trưởng thành và đứa con trai cả sống lâu nhất, Charles Orland, Dauphin của Pháp chỉ sống được 3 tuổi.

## Tuổi trẻ
Charles sinh ra tại Château d'Amboise ở Pháp, là con trai duy nhất còn sống của Vua Louis XI bởi người vợ thứ hai Charlotte xứ Savoie.  Cha mẹ đỡ đầu của anh ấy là Charles II, Công tước xứ Bourbon (tên của đứa con đỡ đầu), Joan xứ Valois, Nữ công tước xứ Bourbon, và Edward thiếu niên của Westminster, con trai của Henry VI của Anh, người đã sống ở Pháp kể từ khi bị phế truất. cha của ông bởi Edward IV. Charles kế vị ngai vàng vào ngày 30 tháng 8 năm 1483 ở tuổi 13. Sức khỏe của ông rất kém. Ông được những người đương thời coi là người có tính cách dễ chịu, nhưng cũng khờ khạo và không thích hợp cho công việc kinh doanh của nhà nước. Theo mong muốn của Louis XI, quyền nhiếp chính của vương quốc đã được trao cho Anne, chị gái của Charles, một người phụ nữ thông minh và sắc sảo được cha cô mô tả là "người phụ nữ ngu ngốc nhất ở Pháp."  Bà cai trị với tư cách nhiếp chính, cùng với chồng là Peter of Bourbon, cho đến năm 1491.

## Hôn nhân
Charles được hứa hôn vào ngày 22 tháng 7 năm 1483 với Margaret 3 tuổi của Áo, con gái của Archduke Maximilian của Áo (sau này là Hoàng đế La Mã Thần thánh Maximilian I) và Mary, Nữ công tước xứ Burgundy. Cuộc hôn nhân được sắp đặt bởi Louis XI, Maximilian, và Các công dân của các nước thấp như một phần của Hòa ước Arras năm 1482 giữa Pháp và Công quốc Burgundy. Margaret đã mang các quận Artois và Burgundy đến Pháp như của hồi môn của mình, và bà được nuôi dưỡng trong triều đình Pháp với tư cách là một nữ hoàng tương lai.
Tuy nhiên, vào năm 1488, Francis II, Công tước của Brittany, chết trong một tai nạn cưỡi ngựa, để lại đứa con gái 11 tuổi Anne làm người thừa kế của ông. Anne, người lo sợ cho sự độc lập của công quốc chống lại tham vọng của Pháp, đã dàn xếp một cuộc hôn nhân vào năm 1490 giữa mình và người góa vợ Maximilian. Tuy nhiên, Nhiếp chính vương Anne của Pháp và chồng bà là Peter đã từ chối duy trì một cuộc hôn nhân như vậy, vì nó sẽ đặt Maximilian và gia đình của ông, nhà Habsburgs, ở hai biên giới của Pháp. Quân đội Pháp xâm lược Brittany, lợi dụng sự bận tâm của Maximilian và cha ông, Hoàng đế Frederick III, với việc kế vị Mathias Corvinus, Vua Hungary. Anne của Brittany buộc phải từ bỏ Maximilian (người mà cô chỉ kết hôn theo ủy quyền) và đồng ý kết hôn với Charles VIII thay thế.

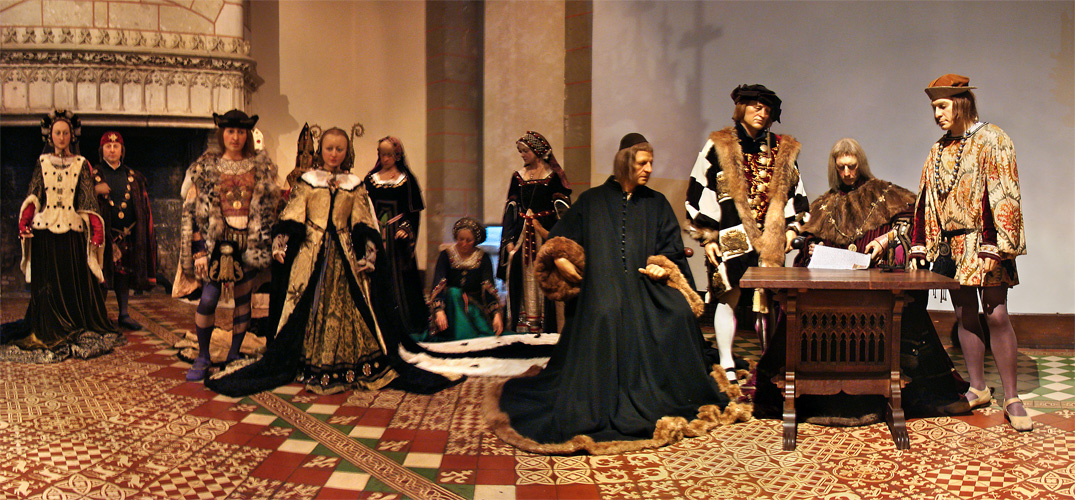
Quang cảnh bằng tượng dựng mô tả lễ cưới giữa Charles VIII của Pháp và Anne xứ Bretagne tại Château de Langeais.

Vào tháng 12 năm 1491, trong một buổi lễ công phu tại Château de Langeais, Charles và Anne ở Brittany đã kết hôn. Nữ công tước Anne, 14 tuổi, không hài lòng với cuộc hôn nhân sắp đặt, đã đến dự đám cưới cùng đoàn tùy tùng mang theo hai chiếc giường. Tuy nhiên, cuộc hôn nhân của Charles đã mang lại cho anh ta sự độc lập với những người thân của mình và sau đó anh ta xoay sở công việc theo khuynh hướng của riêng mình. Nữ hoàng Anne sống tại Clos Lucé ở Amboise.
Vẫn còn đó vấn đề về người hứa hôn đầu tiên của Charles, Margaret trẻ tuổi của Áo. Mặc dù việc hủy hôn ước của cô ấy có nghĩa là cô ấy theo quyền đáng lẽ phải được trả lại cho gia đình mình, Charles ban đầu đã không làm như vậy, dự định kết hôn với cô ấy một cách hữu ích ở một nơi khác trên nước Pháp. Cuối cùng, vào năm 1493, cô được trả lại gia đình cùng với của hồi môn - mặc dù Công quốc Burgundy vẫn được giữ lại trong Hiệp ước Senlis.
Xung quanh nhà vua có một vòng các nhà thơ cung đình, đáng nhớ nhất là nhà nhân văn người Ý Publio Fausto Andrelini từ Forlì, người đã truyền bá Tân học ở Pháp. Trong một cuộc hành hương để tỏ lòng thành kính với hài cốt của cha mình, Charles đã quan sát Mont Aiguille và ra lệnh cho Antoine de Ville leo lên đỉnh trong một chuyến leo núi kỹ thuật ban đầu, sau này được Rabelais ám chỉ

## Chiến tranh Ý
Để đảm bảo Pháp chống lại cuộc xâm lược, Charles đã hiệp ước với Maximilian I của Áo (Hiệp ước của Barcelona với Maximilian của Áo vào ngày 19 tháng một năm 1493)  và Anh, (các Hiệp ước Etaples với Anh vào ngày 03 tháng 11 năm 1492)  mua sự trung lập của họ với những nhượng bộ lớn. Quốc vương Anh Henry VII đã buộc Charles từ bỏ sự ủng hộ của mình cho kẻ giả danh Perkin Warbeck bằng cách cử một đoàn thám hiểm vây hãm Boulogne. Ông đã dành nguồn lực của Pháp để xây dựng một đội quân lớn, bao gồm một trong những chuyến tàu bao vây đầu tiên của châu Âu bằng pháo binh.

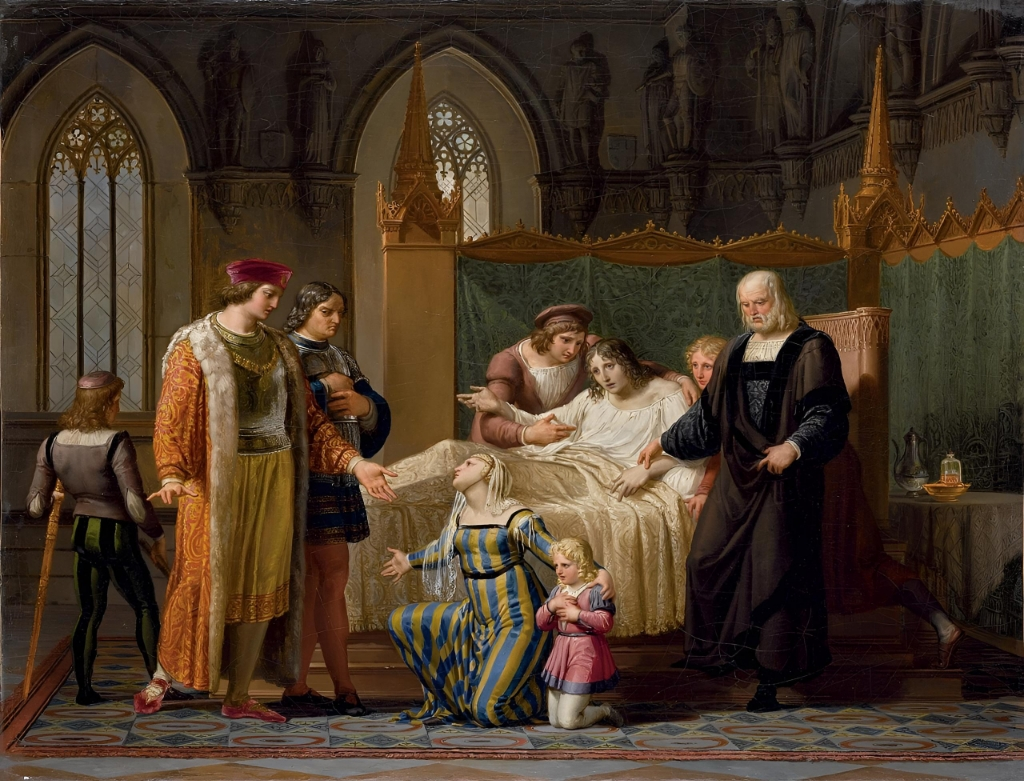
Charles VIII gặp gỡ Gian Galeazzo Sforza tại Pavia, năm 1494.

Năm 1489, Giáo hoàng Innocent VIII (1484–1492), khi đó đang có mâu thuẫn với Ferdinand I của Naples, đã dâng Naples cho Charles, người có tuyên bố mơ hồ về Vương quốc Naples thông qua bà nội của mình, Marie of Anjou. Chính sách can thiệp vào công việc của các quốc gia Ý khác của Innocent  được tiếp tục bởi người kế vị của ông, Giáo hoàng Alexander VI (1492–1503), khi người sau này ủng hộ kế hoạch thành lập một nhà nước mới ở miền trung nước Ý. Bang mới sẽ ảnh hưởng đến Milan nhiều hơn bất kỳ bang nào khác có liên quan.[ cần dẫn nguồn ] Do đó, vào năm 1493, Ludovico Sforza, Công tước của Milan, đã kêu gọi sự giúp đỡ của Charles VIII.  Năm tiếp theo năm 1494, Milan phải đối mặt với một mối đe dọa bổ sung. Vào ngày 25 tháng 1 năm 1494, Ferdinand I, Vua của Naples, đột ngột qua đời.  Cái chết của ông đã khiến Alfonso II, vua của Naples. Alfonso II đưa ra yêu sách đối với công quốc Milanese.  Alfonso II lúc này đã thúc giục Charles tiến hành quân sự hóa Milan. Charles cũng bị thúc giục trong cuộc phiêu lưu này bởi cận thần yêu thích của ông, Étienne de Vesc. Vì vậy, Charles đã hình dung ra mình có khả năng thực sự chiếm Naples, và xâm lược nước Ý.

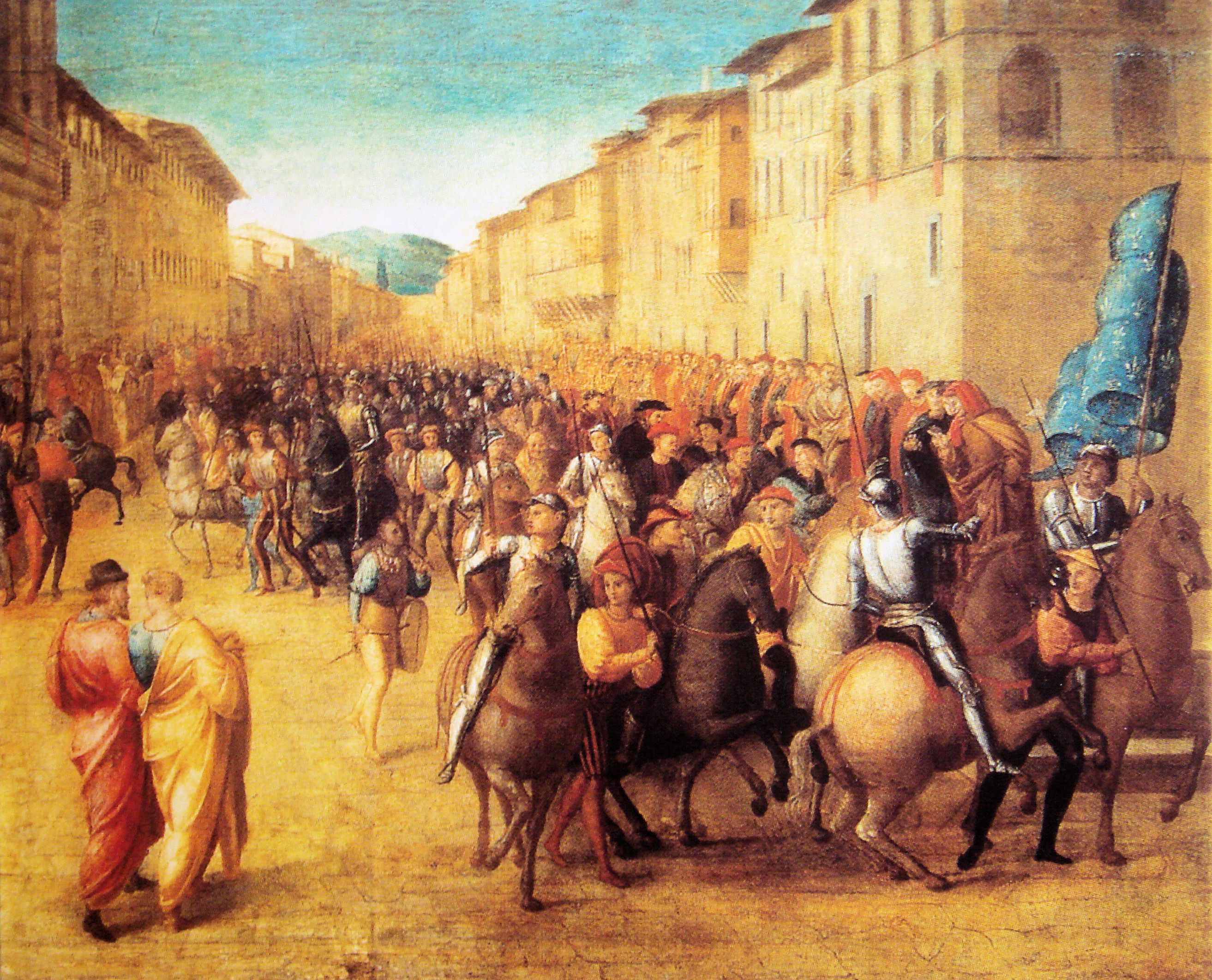
Quân Pháp dưới quyền Charles VIII tiến vào Napoli ngày 17 tháng 11 năm 1494. Tranh của Francesco Granacci.

Trong một sự kiện để chứng minh một bước ngoặt trong lịch sử Ý,  Charles đã xâm lược Ý với 25.000 người (bao gồm 8.000 lính đánh thuê Thụy Sĩ) vào tháng 9 năm 1494 và hành quân qua bán đảo mà hầu như không bị ảnh hưởng. Ông đến Pavia vào ngày 21 tháng 10 năm 1494 và tiến vào Pisa vào ngày 8 tháng 11 năm 1494.  Quân đội Pháp đã khuất phục được Florence khi họ tiến về phía nam. Tiếp cận Naples vào ngày 22 tháng 2 năm 1495,  Quân đội Pháp chiếm Naples mà không có một trận chiến hay cuộc vây hãm nào; Alfonso bị trục xuất, và Charles lên ngôi Vua của Naples.
Có những người ở Cộng hòa Florence đánh giá cao sự hiện diện của nhà vua Pháp và Quân đội của ông. Vị giáo chủ nổi tiếng Savonarola tin rằng Vua Charles VIII là công cụ của Chúa để thanh trừng sự thối nát của Florence. Ông tin rằng một khi Charles đã lật đổ những tội nhân xấu xa của Florence, thành phố sẽ trở thành trung tâm của đạo đức. Vì vậy, Florence là nơi thích hợp để tái cấu trúc Nhà thờ. Tình hình này cuối cùng sẽ lan sang một cuộc xung đột khác giữa Giáo hoàng Alexander VI, người coi thường ý tưởng có nhà vua ở miền bắc nước Ý, nơi mà Giáo hoàng sợ rằng Vua nước Pháp sẽ can thiệp vào các Quốc gia của Giáo hoàng, và Savonarola, người đã kêu gọi sự can thiệp của nhà vua. Cuộc xung đột này cuối cùng khiến Savonarola bị nghi ngờ là tà giáo và bị Nhà nước xử tử.
Tốc độ và sức mạnh của cuộc tiến công của Pháp khiến các nhà cầm quân người Ý khác, bao gồm cả Giáo hoàng và thậm chí cả Ludovico của Milan phải khiếp sợ. Họ thành lập một liên minh chống Pháp, Liên minh Venice vào ngày 31 tháng 3 năm 1495. Sự hình thành của Liên đoàn Venice, bao gồm các bang miền bắc Ý như Công quốc Milan, Cộng hòa Venice, Công quốc Mantua và Cộng hòa Ngoài Vương quốc Tây Ban Nha, Đế chế La Mã Thần thánh và Vương quốc Naples, dường như đã bẫy Charles ở miền nam nước Ý và chặn đường trở về Pháp của ông. Charles sẽ phải vượt qua lãnh thổ của ít nhất một số thành viên của Liên đoàn để trở về nhà ở Pháp. Tại Fornovo vào tháng 7 năm 1495, Liên đoàn đã không thể ngăn Charles hành quân ra khỏi Ý. Liên đoàn mất 2.000 người trong số 1.000 người của anh ta và, mặc dù Charles mất gần như tất cả chiến lợi phẩm của chiến dịch, nhưng Liên đoàn không thể ngăn anh ta băng qua lãnh thổ của họ trên đường trở về Pháp. Trong khi đó, các đơn vị đồn trú còn lại của Charles ở Naples nhanh chóng bị khuất phục bởi lực lượng của người Aragon do Ferdinand II của Aragon, đồng minh của Alfonso gửi đến vào ngày 6–7 tháng 7 năm 1495. Vì vậy, cuối cùng, Charles VIII đã mất tất cả những lợi ích mà ông đã đạt được. Ý năm 1494.
Trong vài năm tiếp theo, Charles VIII đã cố gắng xây dựng lại quân đội của mình và tiếp tục chiến dịch, nhưng ông đã bị cản trở bởi các khoản nợ lớn phát sinh trong các năm 1494–95. Anh ta không bao giờ thành công trong việc đạt được bất cứ điều gì thực chất.

## Cái chết

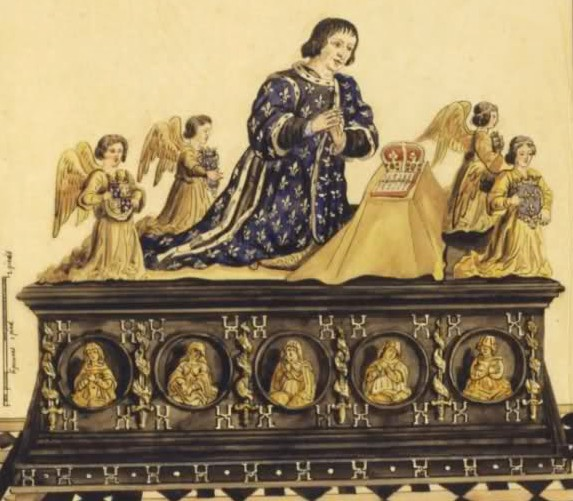
Mộ phần Charles tại Vương cung thánh đường Thánh Denis. Tranh sưu tầm của François Roger de Gaignières.

Charles mất năm 1498, hai năm rưỡi sau khi rút lui khỏi Ý, do một tai nạn. Khi đang trên đường đi xem một trận jeu de paume (quần vợt thật) ở Amboise, anh ấy đã đập đầu vào sợi dây buộc cửa.  Vào khoảng 2 giờ chiều, trong khi trở về từ trò chơi, anh ta đột ngột hôn mê và chết 9 giờ sau đó. 
Quốc huy của Charles VIII, thể hiện France Moderne và France Ancient có hình chữ thập Jerusalem, đại diện cho tuyên bố của Charles đối với Vương quốc Jerusalem
Charles để lại một di sản ít ỏi: ông để lại nước Pháp trong cảnh nợ nần và hỗn loạn do tham vọng của mình. Tuy nhiên, chuyến thám hiểm của ông đã củng cố mối quan hệ văn hóa với Ý, tiếp thêm sức mạnh cho nghệ thuật và văn học Pháp trong phần sau của thời kỳ Phục hưng.[ cần dẫn nguồn ] Vì các con của ông đã tôn sùng ông, Charles là người cuối cùng của chi nhánh cao niên của Nhà Valois. Sau khi ông qua đời, ngai vàng được truyền cho anh rể và người em họ thứ hai từng bị tước bỏ, Louis XII.[ cần dẫn nguồn ]Anne trở lại Brittany và bắt đầu thực hiện các bước để giành lại độc lập cho công quốc của mình. Để ngăn chặn những nỗ lực này, Louis XII đã hủy hôn 24 năm không có con của mình với chị gái của Charles, Joan, hủy bỏ và kết hôn với Anne.

## Con cái
Cuộc hôn nhân với Anne dẫn đến sự ra đời của sáu đứa trẻ được ghi lại, tất cả đều chết trẻ:
- Charles Orlando, Dauphin của Pháp (11 tháng 10 năm 1492 - 16 tháng 12 năm 1495), chết vì bệnh sởi khi mới 3 tuổi. Được chôn cất tại Nhà thờ Tours.
- Francis (tháng 8 năm 1493), sinh non và chết lưu. Được chôn cất tại Notre-Dame de Cléry.
- Con gái chết lưu (tháng 3 năm 1495)
- Charles, Dauphin của Pháp (8 tháng 9 năm 1496 - 2 tháng 10 năm 1496). Được chôn cất tại Nhà thờ Tours.
- Francis, Dauphin của Pháp (tháng 7 năm 1497). Anh ta chết vài giờ sau khi sinh. Được chôn cất tại Nhà thờ Tours.
- Anne của Pháp (ngày 20 tháng 3 năm 1498). Bà mất vào ngày sinh tại Château de Plessis-lez-Tours. Được chôn cất tại Nhà thờ Tours